# Os 24 Maiores Sucessos da Era do Rock
Os 24 Maiores Sucessos da Era do Rock (também conhecido como 20 Anos de Rock ou 30 Anos de Rock) é um álbum de estúdio, inicialmente creditado a uma banda fictícia chamada Rock Generation, lançado pela gravadora Philips Records (Universal Music a partir de 1999), através do selo Polyfar, em maio de 1973. A partir do seu relançamento em 1975, o álbum passou a ser creditado ao cantor e compositor brasileiro Raul Seixas, por sua participação na produção e também como cantor na maioria das faixas.

## História
Raul sustentava que o real rock 'n' roll tinha acabado em 1959, com a ida de Elvis Presley para o exército. Em 1973, resolveu homenagear o que julgava ser o "rock verdadeiro" e dispôs-se a regravar uma seleção de sucessos do gênero, pinçados entre clássicos americanos de Little Richard, Carl Perkins, Ronnie Self, The Platters, Neil Sedaka, e brasileiros como Eduardo Araújo, Celly Campello, Roberto e Erasmo Carlos.
Raul foi, no entanto, proibido pela gravadora de pôr seu nome no disco de covers, pois achavam que isto poderia prejudicar as vendas de Krig-ha, Bandolo!, álbum de Raul que fora lançado no mesmo ano. A solução foi creditar o álbum a uma certa banda chamada Rock Generation, com o nome de Raul presente apenas na contracapa, como diretor de produção.
O álbum não teve qualquer tipo de divulgação e acabou inicialmente sendo esquecido nas lojas; porém com os álbuns Krig-ha, Bandolo! e Gita alcançando grandes vendagens, a gravadora Philips acabou por divulgar melhor o trabalho.

## Relançamentos
Em 1975, o álbum reapareceu no mercado em nova versão: tinha uma nova capa (um retrato de Raul assinado por Luiz Trimano), um novo título (20 Anos de Rock), uma ordem de faixas diferente e alguns aplausos e assobios entre as faixas para dar a impressão de que o disco era ao vivo. As alterações não agradaram Raul.
Houve outro relançamento em 1985, desta vez intitulado 30 Anos de Rock. No release que acompanha este novo relançamento, o jornalista Ayrton Mugnaini brinca: "Aguardem a edição intitulada 10 Mil Anos de Rock."
A Universal Music relançou o álbum em 2001, sob a direção de Mazzola. Segundo ele, essa reedição foi a forma exata que Raul Seixas concebera em 1973.

## Faixas (LP)

### Lado A
| N.º | Título                                    | Compositor(es)                                           | Duração |  |
| 1.  | "Rock Around the Clock"                   | Jimmy de Knight / Max C. Freedman                        |         |  |
| 2.  | "Blue Suede Shoes"                        | Carl Perkins                                             |         |  |
| 3.  | "Tutti Frutti"                            | Little Richard / Joe Lubin / Dorothy La Bostrie          |         |  |
| 4.  | "Long Tall Sally"                         | Little Richard / Joe Lubin / Dorothy La Bostrie          |         |  |
| 5.  | "Rua Augusta"                             | Hervé Cordovil                                           |         |  |
| 6.  | "O Bom"                                   | Carlos Imperial                                          |         |  |
| 7.  | "Poor Little Fool"                        | Sharon Sheeley                                           |         |  |
| 8.  | "Bernardine"                              | Johnny Mercer                                            |         |  |
| 9.  | "Estúpido Cupido (Stupid Cupid)"          | Neil Sedaka / Howard Greenfield - versão: Fred Jorge     |         |  |
| 10. | "Banho de Lua (Tintarella Di Luna)"       | Bruno de Filippi / Franco Migliacci - versão: Fred Jorge |         |  |
| 11. | "Lacinhos Cor-de-rosa (Pink Shoes Laces)" | Mickie Grant - versão: Fred Jorge                        |         |  |
| 12. | "The Great Pretender"                     | Buck Ram                                                 |         |  |

### Lado B
| N.º | Título                             | Compositor(es)                                                   | Duração |  |
| 1.  | "Diana"                            | Paul Anka                                                        |         |  |
| 2.  | "Little Darling"                   | Maurice Williams                                                 |         |  |
| 3.  | "Oh! Carol"                        | Neil Sedaka / Howard Greenfield                                  |         |  |
| 4.  | "Runaway"                          | Del Shannon / Max Crook                                          |         |  |
| 5.  | "Marcianita"                       | José I. Marcone / Galvarino V. Alderete - versão: Fernando César |         |  |
| 6.  | "É Proibido Fumar"                 | Roberto Carlos / Erasmo Carlos                                   |         |  |
| 7.  | "Pega Ladrão"                      | Getúlio Côrtes                                                   |         |  |
| 8.  | "Jambalaya"                        | Hank Williams                                                    |         |  |
| 9.  | "Shake, Rattle and Roll"           | Charles E. Calhoun                                               |         |  |
| 10. | "Bop-a-Lena"                       | Tillis / Pierce                                                  |         |  |
| 11. | "Only You"                         | Ande Rand / Buck Ram                                             |         |  |
| 12. | "Vem Quente Que Eu Estou Fervendo" | Carlos Imperial / Eduardo Araújo                                 |         |  |

## Faixas (CD)
| N.º | Título                                                   | Compositor(es)                                                                                 | Duração |  |
| 1.  | "Abertura"                                               |                                                                                                | 00:39   |  |
| 2.  | "Rock Around the Clock" "Blue Suede Shoes" "Tutti Fruit" | Jimmy de Knight / Max C. Freedman Carl Perkins Little Richard / Joe Lubin / Dorothy La Bostrie | 04:09   |  |
| 3.  | "Rua Augusta" "O Bom"                                    | Hervé Cordovil Carlos Imperial                                                                 | 02:55   |  |
| 4.  | "Poor Little Fool" "Bernadine"                           | Sharon Sheeley Johnny Mercer                                                                   | 02:22   |  |
| 5.  | "Estúpido Cupido" "Banho de Lua" "Lacinhos Cor-de-rosa"  | Neil Sedaka / Howard Greenfield Bruno de Filippi / Franco Migliaci Mickie Grant                | 03:51   |  |
| 6.  | "The Great Pretender"                                    | Buck Ram                                                                                       | 01:44   |  |
| 7.  | "Diana" "Little Darlin'" "Oh! Carol" "Runaway"           | Paul Anka Maurice Williams Neil Sedaka Del Shannon / Max Crook                                 | 03:31   |  |
| 8.  | "Marcianita" "É Proibido Fumar" "Pega Ladrão"            | José I. Marcone / Galvarino V. Alderete Roberto Carlos / Erasmo Carlos Getúlio F. Cortês       | 03:43   |  |
| 9.  | "Jambalaya" "Shake, Rattle and Roll" "Bop-a-Lena"        | Hank Williams Charles E. Calhoun Tillis / Pierce                                               | 03:25   |  |
| 10. | "Only You"                                               | Ande Rand, Buck Ram                                                                            | 02:46   |  |
| 11. | "Vem Quente Que Eu Estou Fervendo"                       | Carlos Imperial, Eduardo Araújo                                                                | 02:21   |  |

## Créditos

### Músicos
- Violão: Raul Seixas
- Guitarra: Jay Anthony Vaquer e Raul Seixas
- Sintetizador: Luiz Paulo Bello Simas
- Piano: José Roberto Bertrami
- Baixo: Paulo César Barros e Novelli
- Bateria: Bill French e Mamão

### Ficha técnica
- Produção musical: Marco Mazzola e Raul Seixas
- Arranjos de base: Raul Seixas
- Arranjos de orquestra: Chiquinho de Moraes
- Abertura: Miguel Cidras
- Técnicos de gravação: Ary Carvalhães, João Moreira, Luigi Hoffer
- Mixagem: Marco Mazzola
- Corte: Joaquim Figueira
- Capa: Luis Trimano
- Arte Final: Jorge Vianna